# Бучински проход
Бучинският проход, или Бучинска седловина, е планински проход (седловина) в Западна България, в централната част на планината Люлин, в Област София и Община Перник, област Перник.
Проходът е с дължина 6,5 km и надморска височина на седловината – 920 m. Свързва Софийската котловина при село Мало Бучино на север с Пернишката котловина при село Големо Бучино на юг.
Проходът започва на 810 m н.в. югозападно от село Мало Бучино и се насочва на югозапад, нагоре по северния склон на планината Люлин. След 3 km достига седловината на 920 m н.в., от там започва спускане по южният ѝ склон и след 3,5 km завършва в района на село Големо Бучино на 845 m н.в. През него преминава общински път, свързващ селата Мало Бучино на север с Големо Бучино на юг.
Сега през него е изграден участък от 6,5 km от автомагистрала Люлин, която е пусната в експлоатация през 2011 г. В най-високата част на прохода, под седловината е пробит тунел с дължина 350 m.

## Топографска карта
- Лист от карта K-34-47. Мащаб: 1 : 100 000.
- Лист от карта K-34-59. Мащаб: 1 : 100 000.